# 메시에 47

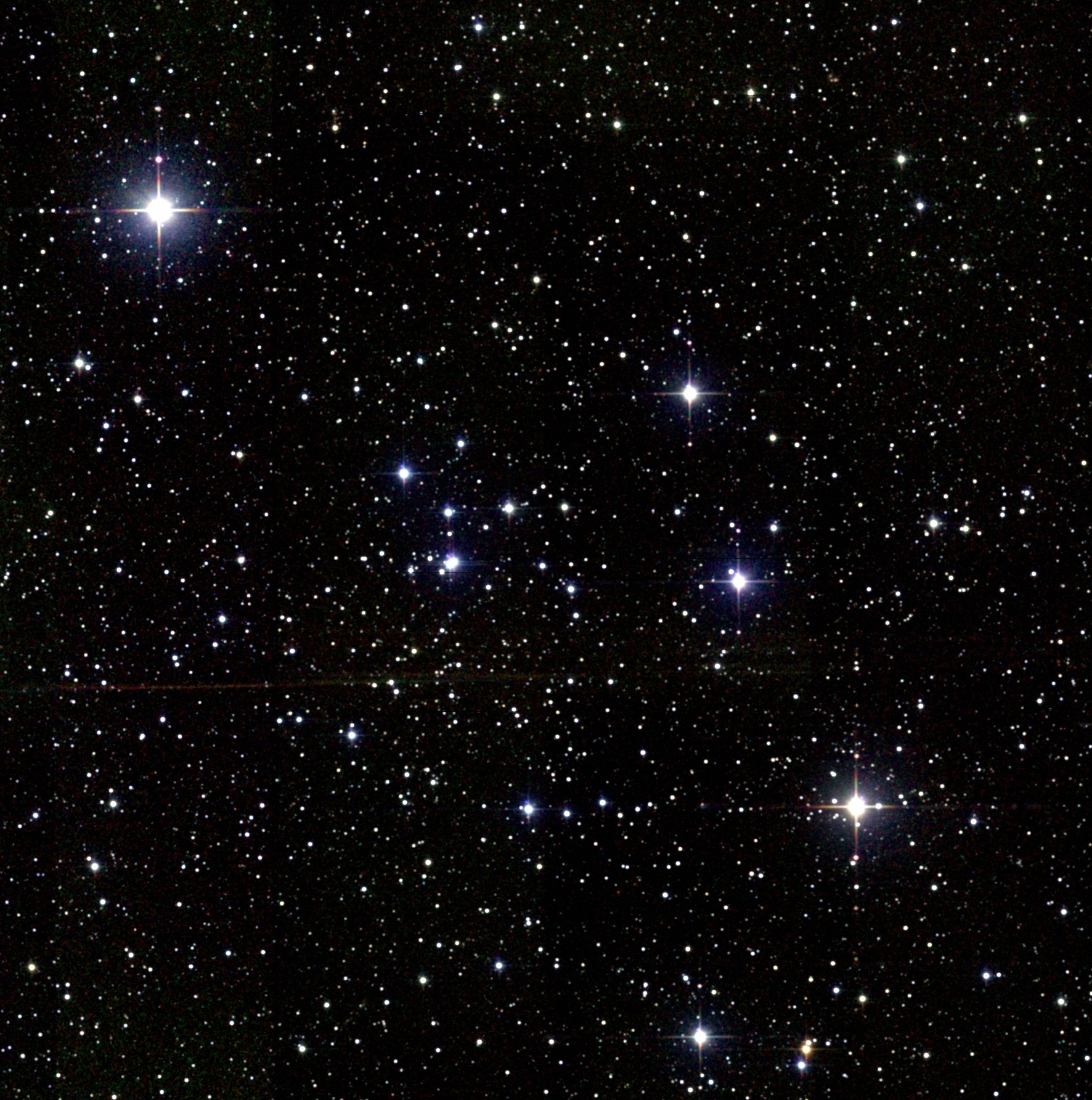
M47

메시에 M47(NGC 2422)는 고물자리에 있는 산개 성단이다. 1654년이전에 Giovanni Batista Hodierna에 의해 발견되었으며, 1771년 2월 19일 샤를 메시에가 독립적으로 재발견하여 메시에 천체 목록에 넣었다.
M47는 지구에서 1,600광년 떨어져 있으며, 겉보기 등급은 5.2등급이다. 시직경은 30분으로 직경은 약 12광년이다. 약 7800만 년 전에 형성되었으며, 50개의 별들로 이루어져있다.

## 같이 보기
- 메시에 천체 목록